# Philippe Bober

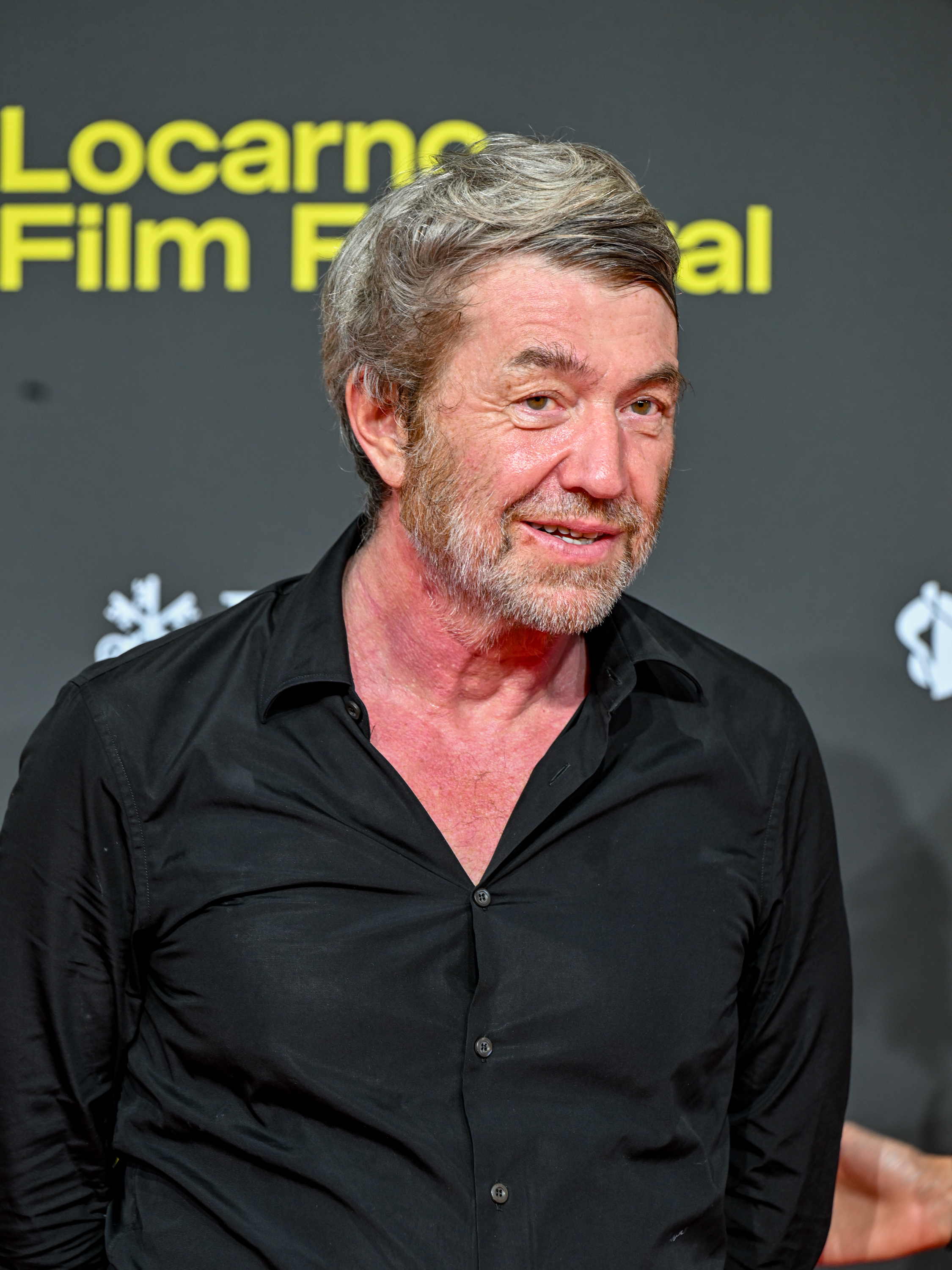
Philippe Bober (2025)

Philippe Bober (* 28. Mai 1963) ist ein französischer Filmproduzent.
Bober gründete 1987 mit Coproduction Office eine eigene Filmproduktionsfirma, bei der er auch international als Verkaufsagent verantwortlich ist. Die Firma hat Vertretungen in Berlin und Paris. Die erste realisierte Filmproduktion war Europa von Lars von Trier. Ab den 1990er Jahren kamen auch Fernsehserien hinzu. Bober war Mitte der 1990er Jahre an der Gründung des Sarajevo Film Festival beteiligt.
2005 trat Bober erstmals auf den Regisseur und Drehbuchautor Ruben Östlund und ist seither eng mit ihm verbunden. Ein anderer Regisseur, mit dem er häufiger zusammenarbeitet, ist Roy Andersson. Ihre erste Begegnung fand in den frühen 1990er Jahren statt. Seit 1999 kooperiert er ferner regelmäßig mit Regisseur und Autor Ulrich Seidl.
Bobers Schaffen umfasst mehr als 40 Produktionen, die international vielfach ausgezeichnet wurden und auf verschiedenen Filmfestivals gezeigt wurden.
Die Beteiligung an Triangle of Sadness (2022) brachte Bober gemeinsam mit Erik Hemmendorff die Nominierung für den Oscar in der Kategorie Bester Film ein. Die beiden erhielten auch mehrere Filmpreise, darunter den Europäischen Filmpreis. Bereits für The Square hatten sie den Europäischen Filmpreis 2017 erhalten. 2014 und 2023 wurde Bober mit dem Guldbagge in der Kategorie Bester Film ausgezeichnet.

## Filmografie (Auswahl)
- 2000: Hundstage
- 2000: Suzhou River
- 2001: Lovely Rita
- 2002: Schöne Tage
- 2003: Nói Albínói
- 2005: Battle in Heaven
- 2008: Delta
- 2009: Women Without Men
- 2009: Lourdes
- 2010: Tender Son – Das Frankenstein Projekt (Szelíd teremtés – A Frankenstein-terv)
- 2012: Paradies: Liebe
- 2012: Meteora
- 2014: Eine Taube sitzt auf einem Zweig und denkt über das Leben nach (En duva satt på en gren och funderade på tillvaron)
- 2014: Amour Fou
- 2014: Höhere Gewalt (Turist)
- 2017: The Square
- 2019: Die Erlösung der Fanny Lye (Fanny Lye Deliver’d)
- 2019: Little Joe – Glück ist ein Geschäft (Little Joe)
- 2019: Dau
- 2021: Il Buco – Ein Höhlengleichnis (Il Buco)
- 2022: Rimini
- 2022: Triangle of Sadness
- 2022: Sparta
- 2023: Club Zero